# Château de Hauteroche
 (février 2023).
- Si vous ne connaissez pas le sujet, laissez ce bandeau (vous pouvez alors contacter les auteurs).
- Si vous supprimez le contenu mis en cause (vous pouvez préalablement contacter les auteurs),

argumentez précisément cette suppression dans la page de discussion
(un manque de référence n'est pas un argument ; une recherche réelle de référence doit avoir été effectuée, être formellement documentée).
Le château de Hauteroche (ou Haute Roche) est un château en ruine du xive siècle, situé en Wallonie dans le village de Dourbes, dans la commune belge de Viroinval, en province de Namur. Il a été détruit à la suite d'un siège en 1554.

## Histoire
D'après le comte de Villermont, il est fait mention du château de Hauteroche pour la première fois au début du XVe siècle.
La seigneurie de Dourbes-le-Val est détenue depuis le dernier tiers du XIIIe siècle par Gilles de Jauche, neveu de Gilles d'Orbais ; elle restera dans cette famille jusqu'au début du XVe siècle.
David, bâtard d'Aymeries[réf. non conforme], est en possession de la seigneurie après les de Jauche, qui aurait tenu ses droits sur Dourbes-le-Val par sa mère Gillette, dame de Berlaymont[source secondaire nécessaire], de Hierges, etc.
Le château retourna ensuite à la famille de Berlaymont et passa de la maison d'Egmont aux Pignatelli, puis aux d'Arenberg.
En 1554, pendant les guerres entre l'Espagne et la France opposant Charles Quint à Henri II, le château de Hauteroche est détruit par le connétable de Montmorency.
L'année suivante, Guillaume d'Orange contre-attaque et s'empare des châteaux de Fagnolle, Couvin et Boussu, qui sont démantelés. Dourbes subit sans doute le même sort[source insuffisante]. 

## Description
Les ruines du château fort féodal de Hauteroche sont situées au sommet d'un éperon rocheux qui domine d'une cinquantaine de mètres le Viroin. Le château était ainsi défendu par le relief abrupt, excepté à l'Est, où deux fossés successifs l'isolaient du plateau. Une porte de deux tourelles et un pont-levis en formait le seul accès[source insuffisante].
Les murailles extérieures du xiiie siècle forment un plan presque rectangulaire de 28,70 m sur 21,90 m, caractéristique des forteresses bâties sous l'influence de l'architecture militaire française. Au côté sud, le tracé est adapté à la configuration du rocher.

## Travaux de restauration
Le Cercle Archéologique des Fagnes entreprit sous l'égide du Service National des Fouilles des travaux de fouille, de déblaiement, de reconsolidation, de restauration et de classement du matériel archéologique. 

## Légende
Le château est le cadre de la Légende de la Demoiselle de Haute-Roche et de Sire Roger de Sautour[source insuffisante].